# Patti McGee
Patti McGee   (Fort Lewis, 23 d'agost de 1945 - 16 d'octubre de 2024) va ser una patinadora estatunidenca, vencedora del primer Campionat Nacional Femení de Monopatí l'any 1965 a Santa Monica.

## Biografia
El seu primer monopatí fou construït pel seu germà dins la fusteria a partir del seu propi monopatí i que després li regalà com a sorpresa. El seu segon monopatí fou un BunBuster. Mentre estigué al Cooley Team, i patinant amb un BunBuster, batí el rècord mundial de la dona més ràpida en un monopatí fixant-lo a 75,64 km/h (47 milles per hora) durant la Dick Clark's World Teen Fair de 1964, celebrada al comtat d'Orange de Califòrnia. Fou també la primera patinadora professional de la història.
Fou subvencionada per Hobie/Vita Pak perquè viatgés i provés públicament el monopatí Hobie a nivell nacional. Això durà gairebé un any fins que la moda reculà. Durant la gira, aparegué en el programa d'entreteniment de televisió What's My Line? del 16 de maig de 1965 sense un monopatí, tot i que sí que ho feu en esdeveniments ulteriors com el The Johnny Carson Show. McGee aparegué a la portada de maig de la revista Life el 14 de maig de 1965 i a la portada de la quart número de la revista Skateboarder, l'octubre de 1965. McGee fou la primera dona de la història a ser inclosa al Saló de la Fama del Monopatí.